# Estación de Ferrol
Estación de Ferrol vasútállomás Spanyolországban, Ferrol településen.

## Vasútvonalak
Az állomást az alábbi vasútvonalak érintik:
- Ferrol–Gijón-vasútvonal
- Betanzos Infiesta–Ferrol-vasútvonal
- Ferrol-Pravia-vasútvonal

## Kapcsolódó állomások
A vasútállomáshoz az alábbi állomások vannak a legközelebb: